# Radovec
Radovec – wieś w Chorwacji, w żupanii varażdińskiej, w gminie Cestica. W 2011 roku liczyła 336 mieszkańców.